# Bateria d'ions de liti de pel·lícula fina
La bateria d'ions de liti de capa fina és una forma de bateria d'estat sòlid. El seu desenvolupament
està motivat per la possibilitat de combinar els avantatges de les bateries d'estat sòlid amb els avantatges dels processos de fabricació de capa fina.
La construcció de pel·lícula fina podria conduir a millores en l'energia específica, la densitat d'energia i la densitat de potència, a més dels beneficis de l'ús d'un electròlit sòlid. Permet cel·les flexibles de només uns pocs micres de gruix. També pot reduir els costos de fabricació del processament escalable de rotlle a rotlle i fins i tot permetre l'ús de materials barats.

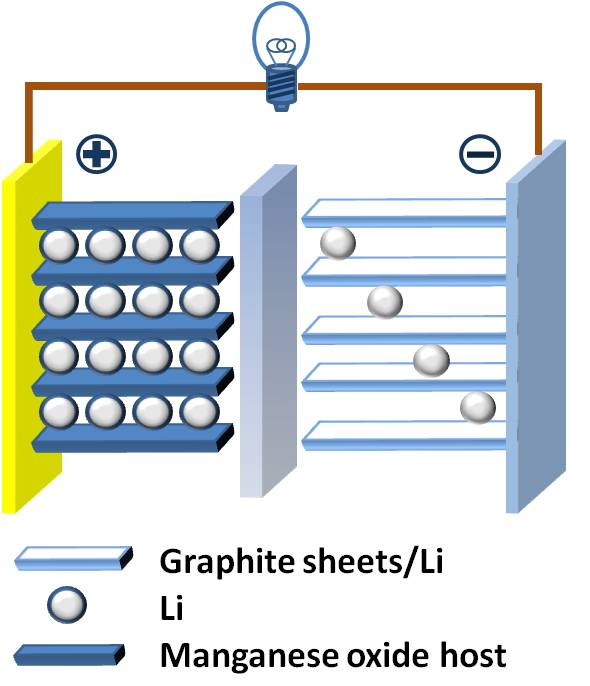
bateria de liti-ió

## Rerefons
Les bateries d'ions de liti emmagatzemen energia química en productes químics reactius als ànodes i càtodes d'una pila. Normalment, els ànodes i els càtodes intercanvien ions de liti (Li+) a través d'un electròlit fluid que passa a través d'un separador porós que impedeix el contacte directe entre l'ànode i el càtode. Aquest contacte provocaria un curtcircuit intern i una reacció incontrolada potencialment perillosa. El corrent elèctric normalment es transporta mitjançant col·lectors conductors als ànodes i càtodes cap als terminals negatiu i positiu de la pila (respectivament).
En una bateria de liti de capa fina, l'electròlit és sòlid i els altres components es dipositen en capes sobre un substrat. En alguns dissenys, l'electròlit sòlid també serveix com a separador.

## Components de la bateria de capa fina

### Materials catòdics
Els materials catòdics de les bateries d'ions de liti de pel·lícula fina són els mateixos que els de les bateries d'ions de liti clàssiques. Normalment són òxids metàl·lics que es dipositen en forma de pel·lícula mitjançant diversos mètodes.
Els materials d'òxid metàl·lic es mostren a continuació, així com les seves capacitats específiques relatives (Λ), voltatges de circuit obert (Voc) i densitats d'energia (DE).
Classificacions de materials
|         | Λ (Ah/kg) | VOC (V) | DE (Wh/kg) |
| ------- | --------- | ------- | ---------- |
| LiCoO₂  | 145       | 4       | 580        |
| LiMn2O4 | 148       | 4       | 592        |
| LiFePO4 | 170       | 3.4     | 578        |

Densitat d'energia
| DE = Λ VOC                       |
| Λ : capacitat (mAh/g)            |
| VOC : Potencial de circuit obert |

### Mètodes de deposició per a materials de càtode
Hi ha diversos mètodes que s'utilitzen per dipositar materials de càtode de pel·lícula fina sobre el col·lector de corrent.
Deposició làser pulsada, Pulverització catòdica amb magnetró, Deposició química de vapor, Processament sol-gel

### Electròlit
La diferència més gran entre les bateries clàssiques de ions de liti i les bateries primes i flexibles de ions de liti rau en el material electrolític utilitzat. El progrés en les bateries de ions de liti es basa tant en les millores en l'electròlit com en els materials dels elèctrodes, ja que l'electròlit juga un paper important en el funcionament segur de la bateria. El concepte de bateries de ions de liti de pel·lícula fina va ser cada cop més motivat pels avantatges de fabricació que presentava la tecnologia dels polímers per al seu ús com a electròlits. El LiPON, oxinitrur de fòsfor de liti, és un material vitri amorf que s'utilitza com a material electrolític en bateries flexibles de pel·lícula fina. Les capes de LiPON es dipositen sobre el material del càtode a temperatura ambient mitjançant pulverització catòdica de magnetró de radiofreqüència. Això forma l'electròlit sòlid utilitzat per a la conducció d'ions entre l'ànode i el càtode. El LiBON, oxinitrur de bor de liti, és un altre material vitri amorf que s'utilitza com a material electrolític sòlid en bateries flexibles de pel·lícula fina. Els electròlits de polímer sòlid ofereixen diversos avantatges en comparació amb una bateria de ions de liti líquida clàssica. En lloc de tenir components separats d'electròlit, aglutinant i separador, aquests electròlits sòlids poden actuar com els tres. Això augmenta la densitat d'energia global de la bateria muntada perquè els components de tota la cel·la estan més compactats.

### Material separador
Els materials separadors de les bateries d'ions de liti no han de bloquejar el transport d'ions de liti alhora que impedeixen el contacte físic dels materials de l'ànode i el càtode, per exemple, un curtcircuit. En una pila líquida, aquest separador seria una malla porosa de vidre o polímer que permet el transport d'ions a través de l'electròlit líquid a través dels porus, però evita que els elèctrodes entrin en contacte i facin curtcircuit. Tanmateix, en una bateria de capa fina, l'electròlit és un sòlid, que satisfà convenientment tant els requisits de transport d'ions com els de separació física sense la necessitat d'un separador dedicat.

### Col·lector de corrent
Els col·lectors de corrent en bateries de pel·lícula fina han de ser flexibles, tenir una superfície elevada i ser rendibles. S'ha demostrat que els nanofils de plata amb una superfície i un pes de càrrega millorats funcionen com a col·lectors de corrent en aquests sistemes de bateries, però encara no són tan rendibles com es desitja. Estenent la tecnologia del grafit a les bateries d'ions de liti, s'estan estudiant pel·lícules de nanotubs de carboni (CNT) processades en solució per al seu ús com a col·lector de corrent i com a material d'ànode. Els CNT tenen la capacitat d'intercalar liti i mantenir alts voltatges de funcionament, tot amb baixa càrrega de massa i flexibilitat.

## Avantatges i reptes
Les bateries de ions de liti de capa fina ofereixen un rendiment millorat en tenir una tensió de sortida mitjana més alta, un pes més lleuger, i per tant una densitat d'energia més alta (3x), i una vida útil més llarga (1200 cicles sense degradació) i poden funcionar en un interval de temperatures més ampli (entre –20 i 60 °C) que les bateries recarregables típiques de ions de liti.
Les cel·les de transferència d'ions de liti són els sistemes més prometedors per satisfer la demanda d'alta energia específica i alta potència i serien més barats de fabricar.
En la bateria de ions de liti de capa fina, ambdós elèctrodes són capaços d'inserció reversible de liti, formant així una cel·la de transferència d'ions de liti. Per construir una bateria de capa fina cal fabricar tots els components de la bateria, com ara un ànode, un electròlit sòlid, un càtode i cables de corrent en pel·lícules primes multicapa mitjançant tecnologies adequades.
En un sistema basat en pel·lícula fina, l'electròlit normalment és un electròlit sòlid, capaç d'adaptar-se a la forma de la bateria. Això contrasta amb les bateries clàssiques d'ions de liti, que normalment tenen material electrolític líquid. Els electròlits líquids poden ser difícils d'utilitzar si no són compatibles amb el separador. A més, els electròlits líquids en general requereixen un augment del volum total de la bateria, cosa que no és ideal per dissenyar un sistema amb una alta densitat d'energia. A més, en una bateria flexible de pel·lícula fina d'ions de liti, l'electròlit, que normalment és a base de polímers, pot actuar com a electròlit, separador i material aglutinant. Això proporciona la capacitat de tenir sistemes flexibles, ja que s'evita el problema de les fuites d'electròlits. Finalment, els sistemes sòlids es poden empaquetar junts de manera compacta, cosa que permet un augment de la densitat d'energia en comparació amb les bateries clàssiques d'ions de liti líquids.
Els materials separadors de les bateries de ions de liti han de tenir la capacitat de transportar ions a través de les seves membranes poroses, mantenint alhora una separació física entre els materials de l'ànode i el càtode per evitar curtcircuits. A més, el separador ha de ser resistent a la degradació durant el funcionament de la bateria. En una bateria de ions de liti de capa fina, el separador ha de ser un sòlid prim i flexible. Normalment, avui dia, aquest material és un material basat en polímers. Com que les bateries de capa fina estan fetes de materials totalment sòlids, es poden utilitzar materials separadors més senzills en aquests sistemes, com ara el paper Xerox, en lloc de les bateries de ions de liti de base líquida.

### Dispositius d'emmagatzematge d'energia renovable
La bateria de ions de liti de capa fina pot servir com a dispositiu d'emmagatzematge per a l'energia recollida de fonts renovables amb una taxa de generació variable, com ara una cèl·lula solar o un aerogenerador. Aquestes bateries es poden fabricar amb una baixa taxa d'autodescàrrega, la qual cosa significa que aquestes bateries es poden emmagatzemar durant llargs períodes de temps sense una pèrdua important de l'energia que es va utilitzar per carregar-les. Aquestes bateries completament carregades es podrien utilitzar per alimentar algunes o totes les altres aplicacions potencials que s'enumeren a continuació, o proporcionar una energia més fiable a una xarxa elèctrica per a ús general.

### Targetes intel·ligents
Les targetes intel·ligents tenen la mateixa mida que una targeta de crèdit, però contenen un microxip que es pot utilitzar per accedir a informació, donar autorització o processar una sol·licitud. Aquestes targetes poden passar per condicions de producció dures, amb temperatures que oscil·len entre els 130 i els 150 °C, per tal de completar els processos de laminació a alta temperatura i alta pressió. Aquestes condicions poden fer que altres bateries fallin a causa de la desgasificació o la degradació dels components orgànics de la bateria. S'ha demostrat que les bateries de ions de liti de capa fina suporten temperatures de -40 a 150 °C. Aquest ús de bateries de ions de liti de capa fina és esperançador per a altres aplicacions de temperatures extremes.

### Etiquetes d'identificació per radiofreqüència
Les etiquetes d'identificació per radiofreqüència es poden utilitzar en moltes aplicacions diferents. Aquestes etiquetes es poden utilitzar en embalatges, control d'inventari, per verificar l'autenticitat i fins i tot per permetre o denegar l'accés a alguna cosa. Aquestes etiquetes d'identificació poden tenir altres sensors integrats per permetre controlar l'entorn físic, com ara la temperatura o els xocs durant el viatge o l'enviament. A més, la distància necessària per llegir la informació de l'etiqueta depèn de la potència de la bateria. Com més lluny vulgueu poder llegir la informació, més forta haurà de ser la sortida i, per tant, més gran serà la font d'alimentació per aconseguir aquesta sortida. A mesura que aquestes etiquetes es tornen cada cop més complexes, els requisits de la bateria hauran de mantenir-se al dia. Les bateries de ions de liti de capa fina han demostrat que poden encaixar en els dissenys de les etiquetes a causa de la flexibilitat de la bateria en mida i forma i són prou potents per aconseguir els objectius de l'etiqueta. Els mètodes de producció de baix cost, com la laminació rotllo a rotllo, d'aquestes bateries poden fins i tot permetre implementar aquest tipus de tecnologia d'identificació per radiofreqüència en aplicacions d'un sol ús.

### Dispositius mèdics implantables
S'han sintetitzat pel·lícules primes de LiCoO2 en què la reflexió de raigs X més forta és feble o absent, cosa que indica un alt grau d'orientació preferida. Les bateries d'estat sòlid de pel·lícula fina amb aquestes pel·lícules de càtode texturitzades poden oferir capacitats pràctiques a altes densitats de corrent. Per exemple, per a una de les cel·les, el 70% de la capacitat màxima entre 4,2 V i 3 V (aproximadament 0,2 mAh/cm2) es va subministrar a un corrent de 2 mA/cm2. Quan es cicla a velocitats de 0,1 mA/ cm2, la pèrdua de capacitat va ser del 0,001%/cicle o menys. La fiabilitat i el rendiment de les bateries de capa fina de Li LiCoO2 les fan atractives per a l'aplicació en dispositius implantables com ara estimuladors neuronals, marcapassos i desfibriladors.

### Sensors sense fil
Els sensors sense fil han d'estar en ús durant tota la durada de la seva aplicació, ja sigui en l'enviament de paquets o en la detecció d'algun compost no desitjat, o en el control de l'inventari en un magatzem. Si el sensor sense fil no pot transmetre les seves dades a causa de la baixa o inexistent energia de la bateria, les conseqüències podrien ser greus segons l'aplicació. A més, el sensor sense fil ha de ser adaptable a cada aplicació. Per tant, la bateria ha de poder encaixar dins del sensor dissenyat. Això significa que la bateria desitjada per a aquests dispositius ha de ser de llarga durada, específica de la mida, de baix cost, si s'han d'utilitzar en tecnologies d'un sol ús, i ha de complir els requisits dels processos de recopilació i transmissió de dades. Un cop més, les bateries de ions de liti de capa fina han demostrat la capacitat de complir tots aquests requisits.